# Urocitellus
Urocitellus är ett släkte i ekorrfamiljen. 
Arterna i släktet har tidigare förts till släktet Spermophilus, men efter DNA-studier som visat att arterna i detta släkte var parafyletiska med avseende på präriehundar, släktet Ammospermophilus och murmeldjur, har det delats upp i flera släkten, bland annat detta.

## Ingående arter[1]
- Arktisk sisel (Urocitellus parryii)
- Beldings sisel (Urocitellus beldingi)
- Urocitellus armatus
- Urocitellus brunneus
- Urocitellus canus
- Urocitellus columbianus
- Urocitellus elegans
- Urocitellus mollis
- Urocitellus richardsonii
- Urocitellus townsendii
- Urocitellus undulatus
- Urocitellus washingtoni

Ingående arter finns i huvudsak i Nordamerika. Två arter, arktisk sisel (Urocitellus parryii) och Urocitellus undulatus förekommer dock i Eurasien (den förra företrädesvis på tundran och liknande biotoper).